# آنژلیک شریشه
آنژلیک الیزابت شریشه (هلندی: Angelique Elisabeth Seriese؛ زادهٔ ۱۲ ژوئیهٔ ۱۹۶۸) جودوکار اهل پادشاهی هلند است.
وی در مسابقات کشوری و بین‌المللی در مجموع برندهٔ ۱۰ مدال طلا، ۲ مدال نقره، و ۲ مدال برنز شده‌است.